# Phortica huachucae
Phortica huachucae är en tvåvingeart som först beskrevs av Wheeler 1960.  Phortica huachucae ingår i släktet Phortica och familjen daggflugor.
Artens utbredningsområde är Arizona. Inga underarter finns listade i Catalogue of Life.